# Francesco Vespe
Francesco Vespe (Napoli, 5 dicembre 1983) è un nuotatore italiano.

## Carriera
Specializzato nella farfalla, ed in particolare dei 200 m, ha esordito agli europei giovanili nel 2001 e ottenuto il primo risultato di rilievo ai campionati italiani estivi del 2003, quando ha vinto il suo primo titolo, per poi partecipare alle universiadi di Taegu. nel 2005 ha vinto sue volte il titolo dei 200 m delfino e la sua prima medaglia internazionale ai XV Giochi del Mediterraneo quando è salito sul podio dei 200 m farfalla; l'anno dopo ha ripetuto la doppietta ai campionati italiani e, nel corso degli Europei di Budapest del 2006, ha migliorato due volte il record italiano dei 200 farfalla ed è giunto quinto nella finale.
Nel 2007 Ha partecipato ai campionati mondiali di Melbourne dove è stato eliminato in batteria; ha migliorato il primato italiano dei 200 m e nuotato ancora con la nazionale nel 2009 ai Giochi del Mediterraneo, dove ha vinto la medaglia d'argento nei 200 m delfino perdendo per un centesimo di secondo la finale. Un mese dopo ha avuto la soddisfazione di nuotare la sua gara preferita ai campionati mondiali di Roma.

## Palmarès
| Campionati del mondo     | ---                       | 200 m farfalla              |
| 2007 Melbourne Australia | ---                       | 21º in batteria 1'59"47     |
| 2009 Roma Italia         | ---                       | 21º in batteria 1'57"16     |
| Campionati europei       | ---                       | 200 m farfalla              |
| 2006 Budapest Ungheria   | ---                       | 5º 1'57"57                  |
| Europei in vasca corta   | 400 m st. libero          | 200 m farfalla              |
| 2006 Helsinki Finlandia  | 25º in batteria 3'50"96   | 21º in batteria 1'59"31     |
| Giochi del Mediterraneo  | ---                       | 200 m farfalla              |
| 2005 Almeria Spagna      | ---                       | Bronzo 1'59"68              |
| 2009 Pescara Italia      | ---                       | Argento 1'57"78             |
| Universiadi              | 200 m st. libero          | 200 m farfalla              |
| 2003 Taegu Corea del Sud | elim. in batteria 1'52"84 | elim. in semifinale 2'01"75 |
| 2005 Smirne Turchia      | ---                       | elim. in batteria 1'59"94   |
| Europei giovanili        | ---                       | 200 m farfalla              |
| 2001 Malta Malta         | ---                       | 4º 2'01"78                  |

### Campionati italiani
7 titoli individuali e 1 in staffette, così ripartiti:
- 1 nei 400 m stile libero (campionati estivi)
- 6 nei 200 m farfalla (3 ai campionati estivi, 3 ai campionati primaverili)
- 1 nella 4×200 m stile libero

nd = non disputata
| Anno | Edizione    | st. libero 400 m | st. libero 4×100 m | st. libero 4×200 m | farfalla 200 m | mista 4×100 m |
| ---- | ----------- | ---------------- | ------------------ | ------------------ | -------------- | ------------- |
| 2001 | Estivi      | -                | -                  | -                  | 2              | -             |
| 2001 | Invernali   | -                | nd                 | nd                 | 3              | nd            |
| 2002 | Primaverili | -                | -                  | -                  | 3              | -             |
| 2003 | Primaverili | -                | -                  | -                  | 2              | -             |
| 2003 | Estivi      | -                | -                  | -                  | 1              | -             |
| 2004 | Primaverili | -                | 3                  | 2                  | 3              | -             |
| 2004 | Estivi      | -                | -                  | 1                  | 2              | 2             |
| 2004 | Invernali   | -                | nd                 | nd                 | 3              | nd            |
| 2005 | Primaverili | -                | -                  | 2                  | 1              | -             |
| 2005 | Estivi      | -                | -                  | 3                  | 1              | -             |
| 2006 | Primaverili | -                | -                  | 2                  | 1              | -             |
| 2006 | Estivi      | 2                | -                  | 2                  | 1              | -             |
| 2006 | Invernali   | -                | nd                 | nd                 | 2              | nd            |
| 2007 | Primaverili | -                | 3                  | 2                  | 3              | -             |
| 2007 | Estivi      | -                | -                  | 2                  | 3              | -             |
| 2008 | Primaverili | -                | -                  | 3                  | 3              | -             |
| 2008 | Estivi      | 1                | -                  | 2                  | 2              | -             |
| 2009 | Primaverili | -                | -                  | -                  | 1              | -             |
| 2009 | Estivi      | -                | -                  | 2                  | 2              | -             |
| 2010 | Primaverili | -                | -                  | 2                  | -              | -             |
| 2010 | Primaverili | -                | -                  | 3                  | -              | -             |

- Record italiani
  - Detentore del record dei 200 farfalla in vasca da 50 m con 1'56"33